# Notophryxus ovalis
Notophryxus ovalis là một loài chân đều trong họ Dajidae. Loài này được Schultz miêu tả khoa học năm 1978.